# منطقة ديوغاره
ديوغاره رمزها «DE» (بالإنجليزية: Debagarh  (Deogarh))‏ ، هو تقسيم إداري لدولة الهند تتبع ولاية أوريسا (بالإنجليزية: Orissa)‏ ، مركزها هو مدينة ديوغاره (بالإنجليزية: Debagarh)‏ عدد سكانها حسب تعداد سنة 2001 هو 274,095 ، مساحتها 2,781 كم² وكثافة السكان 99 لكل كم² .